# Demirkapı, Bağcılar
Demirkapı là một xã thuộc huyện Bağcılar, tỉnh Istanbul, Thổ Nhĩ Kỳ.